# 甘尼克斯
甘尼克斯（Gannicus或Cannicus，？-前71年）是卡普阿城巴蒂塔斯（Lentulus Batiatus）角鬥士訓練場中的一名高盧 角鬥士。唯一在競技場贏得自由身的角鬥士，后與色雷斯人斯巴達克斯、高盧人克雷斯、奥諾瑪奧斯、卡斯特斯一起發動了斯巴達克斯起義反叛羅馬。前71年冬，甘尼克斯與卡斯特斯率領起義軍中的凱爾特人和日耳曼人離開了斯巴達克斯並再次發動起義。甘尼克斯和卡斯特斯最後在盧卡尼亞山中被克拉蘇等（Marcus Licinius Crassus、Lucius Pomptinus、Quintus Marcius Rufus）的軍隊擊敗。